# نيوفندلاند ولابرادور
نيوفندلاند ولابرادور (بالإنجليزية: Newfoundland and Labrador)‏ (بالفرنسية: Terre-Neuve-et-Labrador)‏ (باللاتينية: Terra Nova)‏ وتلفظ "نيوفندلاند"، هي مقاطعة في كندا تقع على الساحل الأطلسي للبلاد شمال شرق أمريكا الشمالية. تضم هذه المقاطعة الكندية الشرقية قسمين رئيسيين: جزيرة نيوفندلاند الواقعة قبالة الساحل الشرقي، ولابرادور الواقعة شمال غرب الجزيرة على البر الرئيسي للبلاد.
كانت المقاطعة مستعمرة بريطانية، وترتيبها العاشر في الدخول إلى الاتحاد الكندي في 31 مارس 1949، وكانت تدعى نيوفندلاند فقط، ثم أشارت حكومة المقاطعة منذ عام 1964 إلى ذاتها باسم حكومة نيوفندلاند ولابرادور، وتم التعديل في دستور كندا لتغيير اسم المقاطعة رسمياً إلى نيوفندلاند ولابرادور في 6 سبتمبر 2001. أما في المحادثات اليومية فالناس في كندا عموماً ما زالوا يطلقون على المقاطعة اسم نيوفندلاند، وعلى المنطقة على البر الكندي لابرادور.
يقدر عدد سكان المقاطعة 510,900 نسمة حسب إحصائيات يناير 2010، ويتواجد ما يقارب من 94% من السكان على جزيرة نيوفندلاند والجزر الصغيرة المرتبطة بها، بينما يعيش ما يقارب 50% من السكان على شبه جزيرة أفالون. ولجزيرة نيوفنلند لهجاتها الخاصة لكلاً من الإنجليزية والفرنسية واللغات الإيرلندية، وتشبه اللهجة الإنجليزية في لابرادور لهجة نيوفندلاند إلى حد كبير.

## جغرافيا
يقسم مضيق جزيرة بيلي المقاطعة الواقعة في أقصى شرق كندا إلى منطقتين جغرافينين منفصلتين: لابرادور وجزيرة نيوفندلاند. وتضم المقاطعة أيضاً أكثر من 7000 جزيرة صغيرة.
يبلغ طول كل جانب من جزيرة نيوفندلاند المثلثة الشكل ما يقارب 400 كيلومتر، وتبلغ مساحتها 108,860 كيلو متر مربع، بينما يبلغ إجمالي مساحة الجزيرة والجزر الصغير التابعة لها 111,390 كيلومتر مربع. وتبغ مساحة لابرادور مع الجزر الصغيرة المتابعة لها 294,330 كيلومتر مربع. وتشكل نيوفنلند ولابرادور معاً 4.06% من مساحة كندا.
و تشكل لابرادور الجزء الشرقي من الدرع الكندي، وهو منطقة واسعة من الصخور المتحولة القديمة التي تضم مساحة كبيرة من شمال شرق أمريكا الشمالية. ولقد شكل تصادم الصفائح التكتونية أغلب جيولوجيا نيوفندلاند، وبرز منتزه جرو مورن الوطني كمثالأ لحركة الصفائح التكتونية، ولهذا السبب أُختير من مواقع التراث العالمي. وتعتبر الجبال الواقعة على ساحل نيوفنلند الغربي امتداداً لجبال الأبلاش.

## المناخ
ينقسم مناخ الإقليم إلى ستة أنواع، لكن يتميز مناخ نيوفندلاند بصفة عامة بالبرودة في الصيف ويطغى على الجزيرة مناخ قاري رطب، وذلك بتأثير البحر، حيث لا يبعد أي جزء من أرض الجزيرة أكثر من 100 كيلومتر عن المحيط. أما مناخ شمال لابرادور فيصنف على أنه مناخ التندرا القطبي، ويطغى على جنوب لابرادور المناخ القطبي الشمالي.

## السكان
أكبر مجموعة عرقية في نيوفندلاند ولابرادور، وفقاً للتعداد الكندي في عام 2001، هم الإنجليز بنسبة 39.4%، ثم الإيرلنديون بنسبة 19.7%، ثم الاسكتلنديون بنسبة 6.0%، ثم الفرنسيون بنسبة 5.5%، وأخيراً السكان الأصليين بنسبة 3.2%.
وحدد نصف المشاركين في إحصائية كندية للتنوع العرقي في عام 2003 انتمائهم على أنهم كنديون، بينما حدد 38% منهم على أنهم نيوفندلانديون.

## الاقتصاد
زاد الناتج المحلي الإجمالي للإقليم عام 2005 على 14 مليار دولار كندي. وتمثل الخدمات الصناعية أكثر من 8 مليارات دولار كندي إلى جانب الرعاية الصحية والإدارة العامة حيث تمثل هذه الجهات أكبر المساهمات. وهناك صناعات هامة أخرى مثل التعدين وإنتاج النفط والصناعات التحويلية. وبلغ مجموع القوى العاملة 215,000 شخص في عام 2005. وكان نصيب الفرد من الناتج المحلي الإجمالي 47,520 في عام 2006، وهو معدل أعلى من المعدل الوطني، وهو المعدل الثاني من بين المقاطعات الكندية بعد مقاطعة ألبرتا.
وارتفع الناتج المحلي الإجمالي في نيوفندلاند ولابرادور 9.1% في 2007، أي ما يقارب ثلاثة أضعاف معدل النمو في 2006.
وتشمل الصناعات التقليدية التعدين وقطع الأشجار وصيد الأسماك والصناعات القائمة على الغابات (المناشر ومصانع الورق).

### الصناعة
يتم إنتاج ورق الصحف في مصانع الورق نيوفندلاند ولابرادور، حيث يدير كروجر مصنع في كورنر بروك ينتج سنوياً 420,000 طن من الورق. ويوجد كذلك مصنع آخر في جراند فولدز ينتج 210,000 طن من الورق، لكنه أُغلق في مارس 2009 بعد سنة من العمل. وتختلف قيمة صادرات ورق الصحف من عام لأخر تبعاً لاختلاف سعر السوق العالمية.
وتنتج العديد من مصانع نيوفندلاند الخشب أيضاً. وتشمل الصناعات التحويلية إلى جانب إنتاج المأكولات البحرية وصناعة الورق وتكرير النفط صناعات أصغر تتمثل في إنتاج المواد الغذائية والمشروبات والأحذية.

### الزراعة
تقتصر الزراعة في نيوفندلاند على مناطق جنوب سانت جونز، بالقرب من بحيرة دير وفي كودروي فالي. وتزرع البطاطس واللفت والجزر للاستهلاك المحلي، وتربى الدواجن لإنتاج البيض، ويحصد التوت البري ليستخدم تجارياً في صناعة المربى، ويعتبر إنتاج الألبان أيضاً جزء كبير من الزراعة في نيوفندلاند.

### السياحة
تعد السياحة جزءاً كبيراً من اقتصاد نيوفندلاند ولابرادور، حيث زار المقاطعة في 2006 ما يقارب من 500,000 سائح غير مقيم، وانفقوا حوالي 366 مليون دولار. وتزدهر السياحة خلال الشهور الأكثر دفئاً من يوليو إلى سبتمبر.

## المواصلات

### العبارة
تدير وزارة النقل والأعمال في مقاطعة نيوفندلاند ولابرادور وترعى العديد من خدمات النقل عبر العبارات التي تربط المدن على طول الخط الساحلي بعضها ببعض. وتقطع العبارات العادية، التي تستغرق رحلاتها نحو 90 دقيقة، مضيق جزيرة بيلي لتربط نيوفندلاند بمنطقة لابرادور على البر الرئيسي.
وتبدأ رحلة العبارة إم في أبولو من سانت باربي في نيوفنلند إلى مدينة بلنك سابلون المينائية في كيبيك. بينما توفر إم في سير روبرت بوند خدمات موسمية بين ليويسبورت على الجزيرة ومدن كارترايت وخليج هابي فالي جوس في لابرادور.
هناك العديد من العبارات الصغيرة التي تربط بين المدن الساحلية الأخرى والمجتمعات المحلية في الجزر حول نيوفندلاند حتى بلدة ناين في شمال ساحل لابرادور.
وتقدم المؤسسة الحكومية بحرية الأطلس خدمات العبارات الداخلية بين المحافظات من سيدني في نوفا سكوتشا إلى بورت أو باسك وأرجنتيا على الساحل الجنوبي لجزيرة نيوفندلاند.